# Turbolenza di Langmuir
In dinamica dei fluidi e in oceanografia, il termine turbolenza di Langmuir si riferisce a un flusso turbolento coerente con le strutture della circolazione di Langmuir che esiste e si evolve in un intervallo di scale spaziali e temporali. Queste strutture si originano in seguito all'interazione tra le onde superficiali oceaniche e le correnti.
Nella porzione superiore dell'oceano le circolazioni di Langmuir rappresentano un caso speciale in cui le strutture turbolente mostrano una struttura cellulare dominante. In generale ci si attende che la turbolenza di Langmuir sia un fenomeno oceanico globale, non confinato solamente a condizioni di vento moderato o di vie d'acqua poco profonda (come avviene invece per la maggior parte delle osservazioni sulla circolazione di Langmuir).
Un'importante conseguenza della turbolenza di Langmuir è la formazione di getti fortemente penetranti. 
Queste caratteristiche si instaurano tra circolazioni di Langmuir controrotanti e possono iniettare energia cinetica turbolenta a profondità ben al di sotto della scala di profondità delle onde di superficie (scala di profondità della deriva di Stokes). La turbolenza di Langmuir potrebbe avere un impatto importante sulla nostra comprensione del clima. In particolare, la turbolenza di Langmuir potrebbe influenzare a livello globale la temperatura superficiale delle acque oceaniche (SST) poiché i getti di Langmuir riescono a penetrare a grandi profondità modificando così la profondità dello strato miscelato oceanico.